# 啤律
啤律是馬來西亞吉隆坡市中心东南部的一個區域，與半山芭、葛京與馬魯里花園為鄰，名稱來源於位置橫貫其核心區域的啤律（Jalan Peel）。啤律是蕉賴的老社區，早期是政府宿舍及非法木屋區，隨著吉隆坡市政府推行“零木屋計畫”後，當地的非法木屋已逐步被剷除，改建為高密度的綜合商業及住宅區

## 歷史
啤律是以英屬馬來亞時期的布政司（Chief secretary，職位相當於今馬來西亞聯邦政府首席秘書、香港政務司長）貝璐（William Peel）的名字命名，貝氏亦曾任英屬香港第18任港督。
啤律為上世紀吉隆坡主要的非法木屋聚落，這些非法木屋於19世紀末英殖民時期開始湧現，因馬來半島盛產錫礦，英殖民政府統治時期，馬來半島的建設，大部分係以殖民政府的利益為主，英殖民政府為增加錫礦的產量，從中國南方引進大量的華工。當時，通往礦區的道路主要分為幾個段落，包括安邦路、峇都路（Jalan Batu）等，當時政府並未考量住宿問題，於是南來的華工唯有自行搭建臨時住所，為了工作方便，多選擇離工作場合最近的地方落腳，啤律便是燕美礦工的落腳之處。
礦業的發展，使吉隆坡迅速發展，也引入更多的華工前來，雖然在1891年，英殖民政府就開始針對馬來亞各個城市推行土地管理制度，但當時政府並為大肆建造宿舍提供給南來的華工，而是將這些非法木屋視為解決都市居住問題的方案，甚至開拓新區，以供更多非法木屋的興建。
在20世紀30年代左右，吉隆坡各行業蓬勃發展，因此啤律的非法木屋不再以礦工為主，加上政府寬鬆的管制，及其鄰近市中心的地理位置，啤律的非法木屋區開始進入大肆擴張的時期，甚至出現各類小型工廠、運輸行業、夜市等各類商業活動，但主要以中小型企業為主。在50至60年代的，英殖民政府與馬來亞共產黨對峙，引發緊急狀態，許多非法木屋都被政府劃為華人新村，進行集中營式的管理，但啤律因鄰近吉隆坡市中心，馬來亞共產黨成員鮮少躲進啤律，因此並無將啤律編入新村進行管理。
馬來西亞獨立後，雖然政府開始制定《1965年國家土地法令》，並明文規定將啤律的木屋定義為“非法”，但因政府並無強烈執行相關政策，因此啤律的木屋區持續留存，甚至為改善居民生活條件，為他們提供自來水、電力等服務。直到90年代，政府推行"零木屋計畫"，才開始逐步拆除這些非法木屋，並將住戶安排遷移至市郊武吉加里爾、蒲種的人民組屋。
啤律的北端亦興建了4棟分別9層與14層的人民組屋-拉沙瑪納人民組屋（PPR Laksamana），總計650個單位，於2007年竣工並開放入住。在啤律南端曾有一座名為皇后園(Queen's Park)的開發項目，吉隆坡市中心第一座暢貨中心亦開設在此，後來因營運不善，該地段於20世紀10年代被轉售給雙威集團(Sunway Bhd.)，而改建為今日的雙威偉樂城(Sunway Velocity)。

## 文化景觀
早期啤律的居民以華人為主，当地人約80%的居民是客家人，其餘的則是福建人與廣東人，因此客家話是當地主要的流通語言。許多在當地營業的餐廳，都以販售客家美食為主，其中釀豆腐為當地代表性美食之一。在90年代起，啤律因吉隆坡市區大量建築工地的發展，才出現外籍勞工居住的情況。
因啤律早期是華人聚集之地，且人口聚集，許多租戶都會在住家門口擺攤營業，因此許多吉隆坡著名的華人美食是從啤律起家，如釀豆腐、椰漿飯、牛腩麵、燒臘、豬肉粉等。由於當地的非法木屋已陸續被拆除，許多當地的老字號餐廳也遷移至吉隆坡其他地區，但目前仍有部分大排檔仍聚集在啤律皇后茶室前，被當地人稱為“啤律為食街”。

## 商業活動

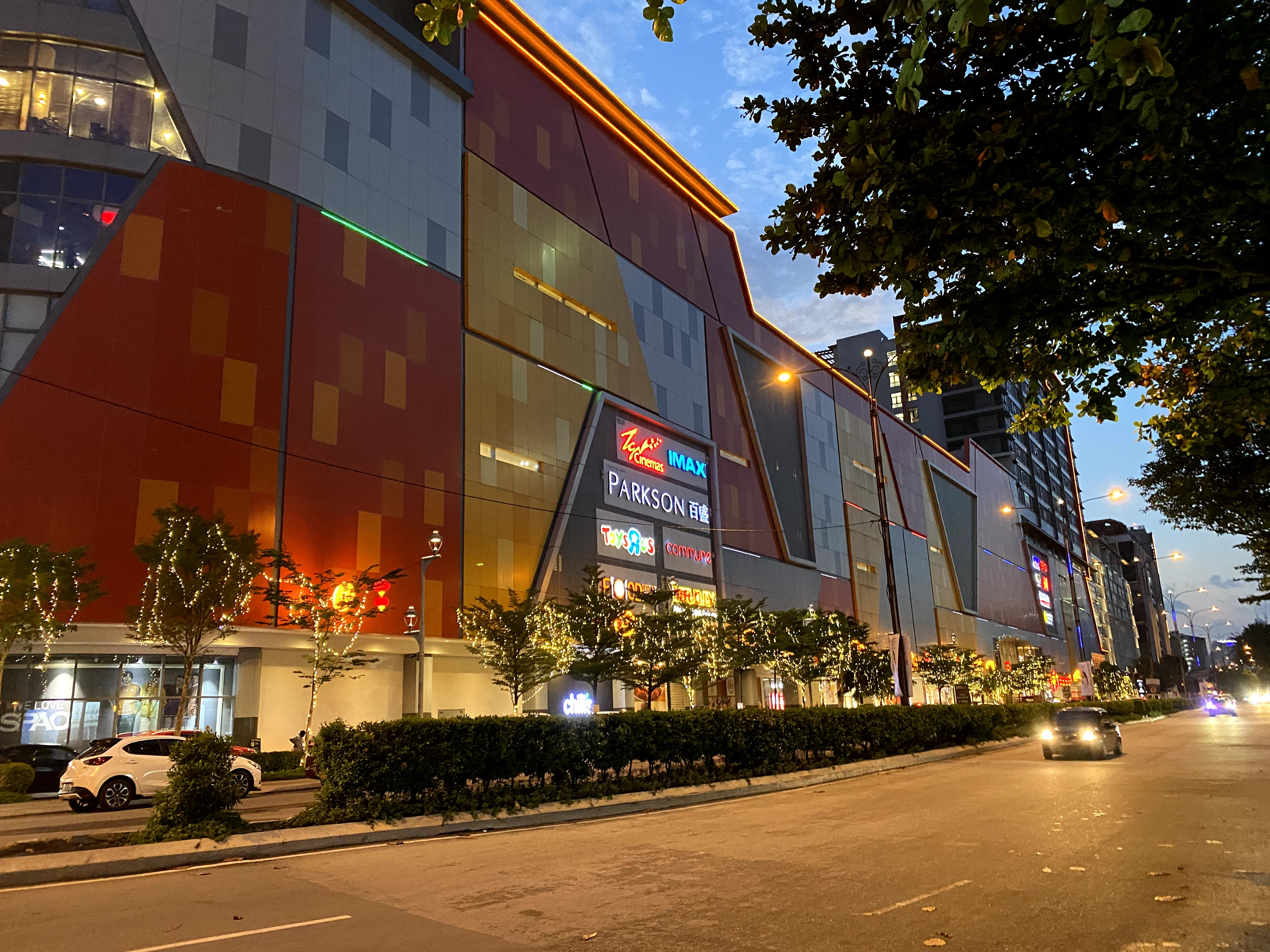
位於蕉賴路旁的雙威偉樂城

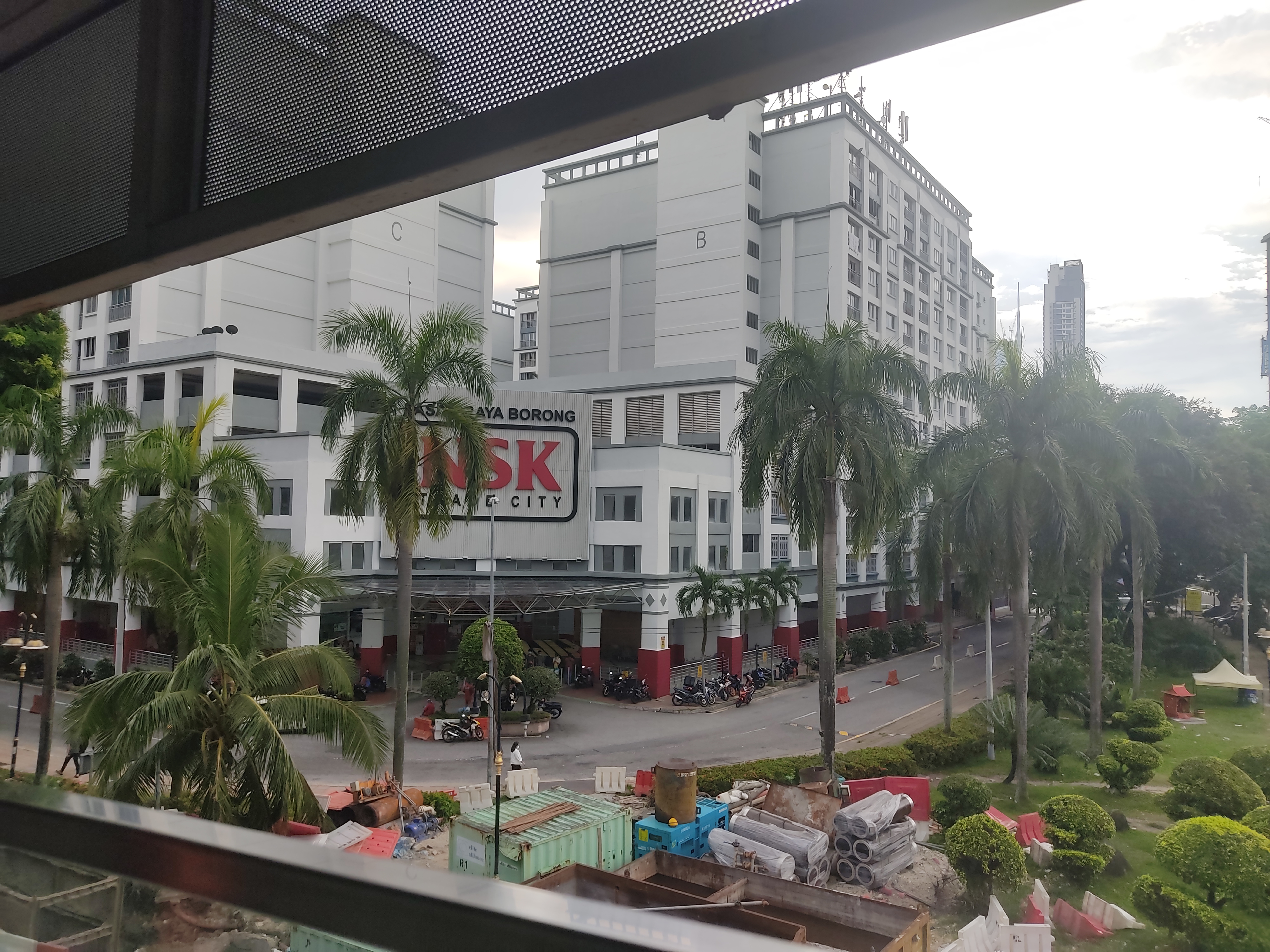
位于393广场的NSK霸市

啤律有兩間商場，分別為393廣場（Plaza 393）及雙威偉樂城（Sunway Velocity）。393廣場的主要租戶原本為家樂福，在2012年家樂福撤出馬來西亞市場後，改由永旺集團旗下的量販店品牌—Aeon Big入駐，因經營不善，於2018年改由NSK霸市經營。雙威偉樂城於2016年12月開幕，為雙威集團在蕉賴地區最大的綜合開發案，該開發案包含商場、醫院、教育機構、住宅、酒店，開幕後即成為蕉賴地區人流量最高的商場之一，最大特色是聚集多家中國餐飲和商店。

## 交通

### 鐵路
啤律位於3 安邦线的馬魯里站與9 加影线葛京站之間，雙威偉樂城設有空橋及有蓋人行道連通兩站。
| 車站編號  | 車站名称 | 原文名   | 车站服务         |
| --------- | -------- | -------- | ---------------- |
| AG13 KG22 | 馬魯里站 | Maluri   | 3 安邦线9 加影线 |
| KG21      | 葛京站   | Cochrane | 9 加影线         |

## 政治
啤律屬於蕉赖國會議席，該議席在馬來西亞下議院的代表为来自希盟行动党的陳國偉。